# Reagir Incluir Reciclar
Reagir Incluir Reciclar (R.I.R.) é um partido oficial português cujo fundador foi Vitorino Silva, mais conhecido por Tino de Rans.
Em 21 de maio de 2022, a ex-vice-presidente do partido Márcia Henriques foi eleita presidente do partido, num congresso extraordinário convocado após a demissão da anterior direção, liderada por Vitorino Silva.

## Ideologia
O RIR considera-se um partido centrista,  humanista, pacifista, ambientalista e europeísta.

## Resultados eleitorais

### Eleições legislativas

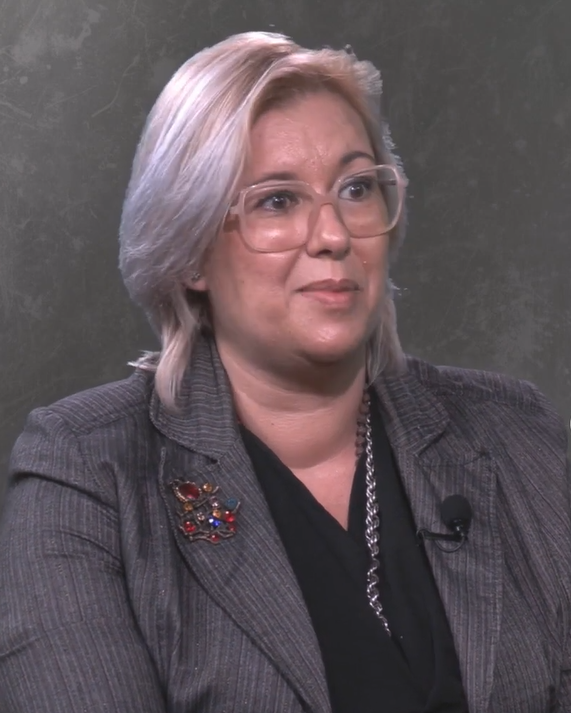
Márcia Henriques, atual presidente do R.I.R., desde 2022

| Data | Líder            | Cl.  | Votos  | %             | +/-  | Deputados | +/-     | Status            |
| ---- | ---------------- | ---- | ------ | ------------- | ---- | --------- | ------- | ----------------- |
| 2019 | Vitorino Silva   | 12.º | 35 359 | 0,67 / 100,00 |      | 0 / 230   |         | Extra-parlamentar |
| 2022 | Vitorino Silva   | 12.º | 24 133 | 0,42 / 100,00 | 0,25 | 0 / 230   | Estável | Extra-parlamentar |
| 2024 | Márcia Henriques | 11.º | 26 121 | 0,40 / 100,00 | 0,02 | 0 / 230   | Estável | Extra-parlamentar |
| 2025 | Márcia Henriques | 11.º | 13 852 | 0,22 / 100,00 | 0,18 | 0 / 230   | Estável | Extra-parlamentar |

### Eleições presidenciais
| Data | Candidato apoiado | 1.ª Volta | 1.ª Volta | 1.ª Volta     |
| Data | Candidato apoiado | CI.       | Votos     | %             |
| ---- | ----------------- | --------- | --------- | ------------- |
| 2021 | Vitorino Silva    | 7.º       | 123 031   | 2,94 / 100,00 |

### Eleições regionais

#### Região Autónoma da Madeira
| Data | Líder          | Cl.  | Votos | %             | +/-  | Deputados | +/-     | Status            |
| ---- | -------------- | ---- | ----- | ------------- | ---- | --------- | ------- | ----------------- |
| 2019 | Roberto Vieira | 9.º  | 1 739 | 1,21 / 100,00 |      | 0 / 57    |         | Extra-parlamentar |
| 2023 | Roberto Vieira | 11.º | 727   | 0,54 / 100,00 | 0,67 | 0 / 57    | Estável | Extra-parlamentar |

### Eleições autárquicas(os resultados apresentados excluem os resultados de coligações que envolvem o partido)
| Data | Cl.  | Votos | %             | +/- | Presidentes CM | +/- | Vereadores | +/- | Assembleias Municipais | +/- | Assembleias de Freguesias |
| ---- | ---- | ----- | ------------- | --- | -------------- | --- | ---------- | --- | ---------------------- | --- | ------------------------- |
| 2021 | 36.º | 3 765 | 0,08 / 100,00 |     | 0 / 308        |     | 0 / 2 074  |     | 2 / 6 461              |     | 6 / 27 019                |